# (506439) 2000 YB2
(506439) 2000 YB2, também escrito como (506439) 2000 YB2, é um objeto transnetuniano que está localizado no cinturão de Kuiper, uma região do Sistema Solar. Ele é classificado como um cubewano. O mesmo possui uma magnitude absoluta de 6,9 e tem um diâmetro com cerca de 183 quilômetros.

## Descoberta
(506439) 2000 YB2 foi descoberto no dia 16 de dezembro de 2000 pelos astrônomos M. J. Holman e B. Gladman, T. Grav.

## Órbita
A órbita de (506439) 2000 YB2 tem uma excentricidade de 0,028 e possui um semieixo maior de 38,864 UA. O seu periélio leva o mesmo a uma distância de 37,789 UA em relação ao Sol e seu afélio a 39,938 UA.